# Baba (kopec, Dejvice)
Baba (též Na Babě) je kopec, tvořící podélný ostroh v Praze-Dejvicích. Na východ vybíhá nad levý břeh Vltavy, Na severu a severozápadě se svažuje do Šáreckého údolí, na jihovýchodě jej rokle Paťanka odděluje od Podbaby a od Hanspaulky, na kterou ji v jižní části napojuje šije s Matějskou ulicí. Na západě u této šíje na ostroh Baby navazuje vyvýšenina s kostelem svatého Matěje, který je obklopen šáreckým hřbitovem, v sedle u Matěje stojí Hendlův dvůr.
Na skalnatém výběžku nad řekou, který je chráněn jako přírodní památka, tvoří dominantu zřícenina Baba. Mimořádně architektonicky významná je vzorová funkcionalistická vilová osada Baba.

## Geomorfologické zařazení
Geomorfologicky kopec spadá do celku Pražská plošina, podcelku Kladenská tabule, okrsku Hostivická tabule a jeho části Bělohorské pahorkatiny.

## Historie

### Pravěké osídlení
Bohaté archeologické nálezy ukazují na pravěké osídlení již z doby staršího paleolitu oblasti, v Šáreckém údolí i dříve.
Nejstarší doložené osídlení oblasti je z období kultury s nálevkovitými poháry, přesněji z třetího a čtvrtého období této kultury, doložené archeologickým průzkumem v letech 1974–1978 a z roku 2004. Největšího rozkvětu dosáhla osada na počátek 1. čtvrtiny 3. tisíciletí př. n. l. Osada byla chráněna hlubokými příkopy, později i s palisádou, jak dokládají minimálně dva příkopy s jistotou doložitelné ve středu výšiny Baba. Byl nalezen systém kůlových jam, který mohl buď s příkopy tvořit mohutnou palisádovou konstrukci, nebo se jednalo o dlouhou kůlovou stavbu. Byly zde také nalezeny půdorysy domů – polozemnic, výrobních objektů a také základy mimořádně velkého domu – asi společenského, který možná měl kultovní funkci. Zvířecí kosti svědčí o chovu hovězího dobytka, prasat, ovcí a koz; kamenná drtidla svědčí o rozvinutém obilnářství. Nálezy přeslenů a tkalcovských závaží dokládají textilní výrobu. Podle opevnění a rozsahu osady se dá předpokládat, že se jednalo o mocenské, ekonomické a možná i kultovní centrum širšího regionu a další osady v Dejvicích, Bubenči a Lysolajích tvořily zázemí tohoto centra.
Další doložené osídlení této oblasti bylo v období střední a počátku mladší doby bronzové, z období formování knovízské kultury. Podle ojedinělých nálezů štítarských střepů trvalo osídlení možná až do štítarského stupně.
J. A. Jíra se původně domníval, že se jednalo pouze o výrobní lokalitu, pozdější výzkumy dokazují, že se jednalo zároveň i o opevněné hradisko. Nalezený příkop v místech vstupní šíje na výšinu Baby nese stopy násilné destrukce hradby, která nad ním stála. Ve stejných místech se nalézá i starší příkop, který patří ke starší fázi osídlení, snad ke středodunajské mohylové kultuře. Různé další nálezy dokládají, že byla osídlena celá výšina Baby. Podle Jiříčka se dá předpokládat, že Baba byla mocenské, ekonomické, kultovní a metalurgické centrum, kde byl kov buď vyráběn, nebo přetavován ze starších kusů.

### Vinařské období

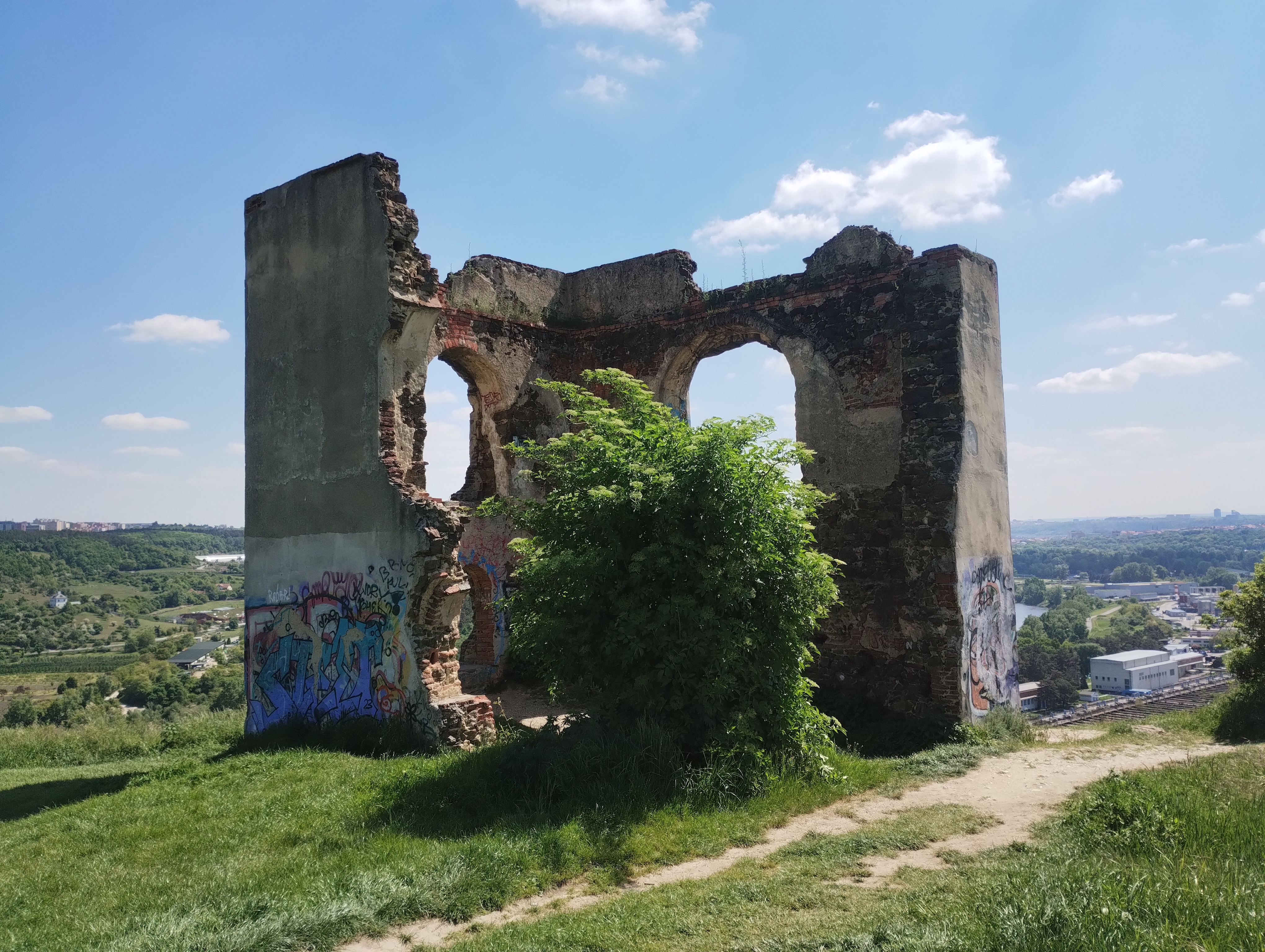
Zřícenina Baba

Ve středověku a po část novověku byla Baba spolu s Hanspaulkou využívána zejména vinařsky. Vážně tuto oblast postihlo několik válečných událostí, kdy byly zdejší usedlosti vypleněny.
Nejpravděpodobněji byla dnešní zřícenina Baba původně viniční lis ze 17. století jako součást letohrádku (upravený v roce 1858 na romantickou zříceninu). Podle jiných, méně pravděpodobných verzí, jde o bývalou kapli či letohrádek.

### Novodobá výstavba

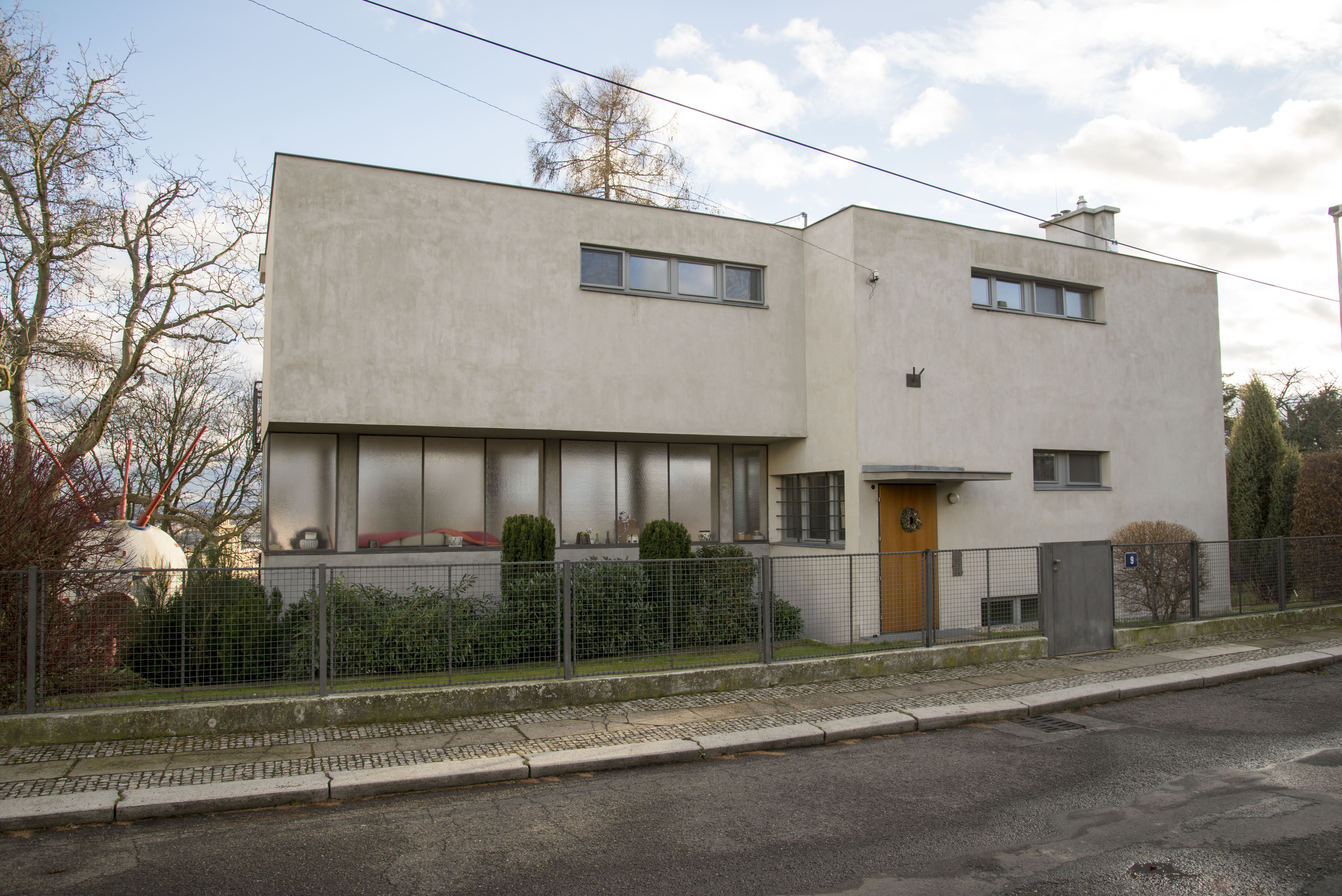
Osada Baba – Paličkův dům

Osada Baba z 20 let 20. století je významným prvkem evropské funkcionalistické architektury. Jedná se zřejmě o nejzachovalejší soubor, protože obdobné výstavby ve Vídni a v Německu byly během 2. světové války poškozeny.

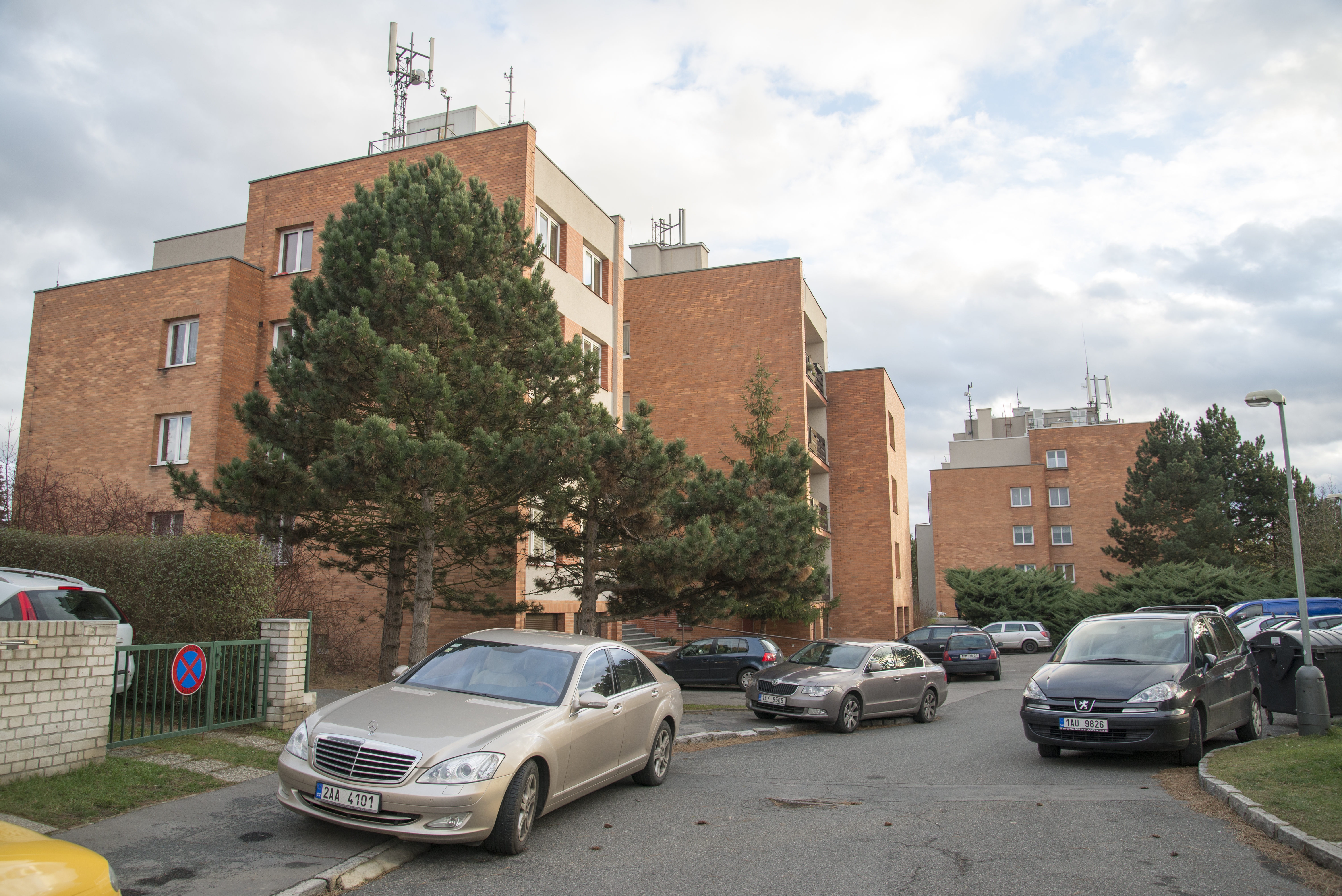
Sídliště Baba II

Vilové sídliště Baba – tzv. Obytný soubor Baba II – bylo postaveno v letech 1971–1981 dle návrhu Jiřího Staška, územního projektu Vladimíra Syrovátky a Marie Švábové a urbanistického návrhu Jaromíra Holečka a J. Urbana. Sídliště se rozkládá na rozloze 11 ha a bylo určeno pro 1500 obyvatel, je v něm 320 bytů. Leží v oblasti návrší Baba mezi Fišerkou a zříceninou Baba.

## Popis

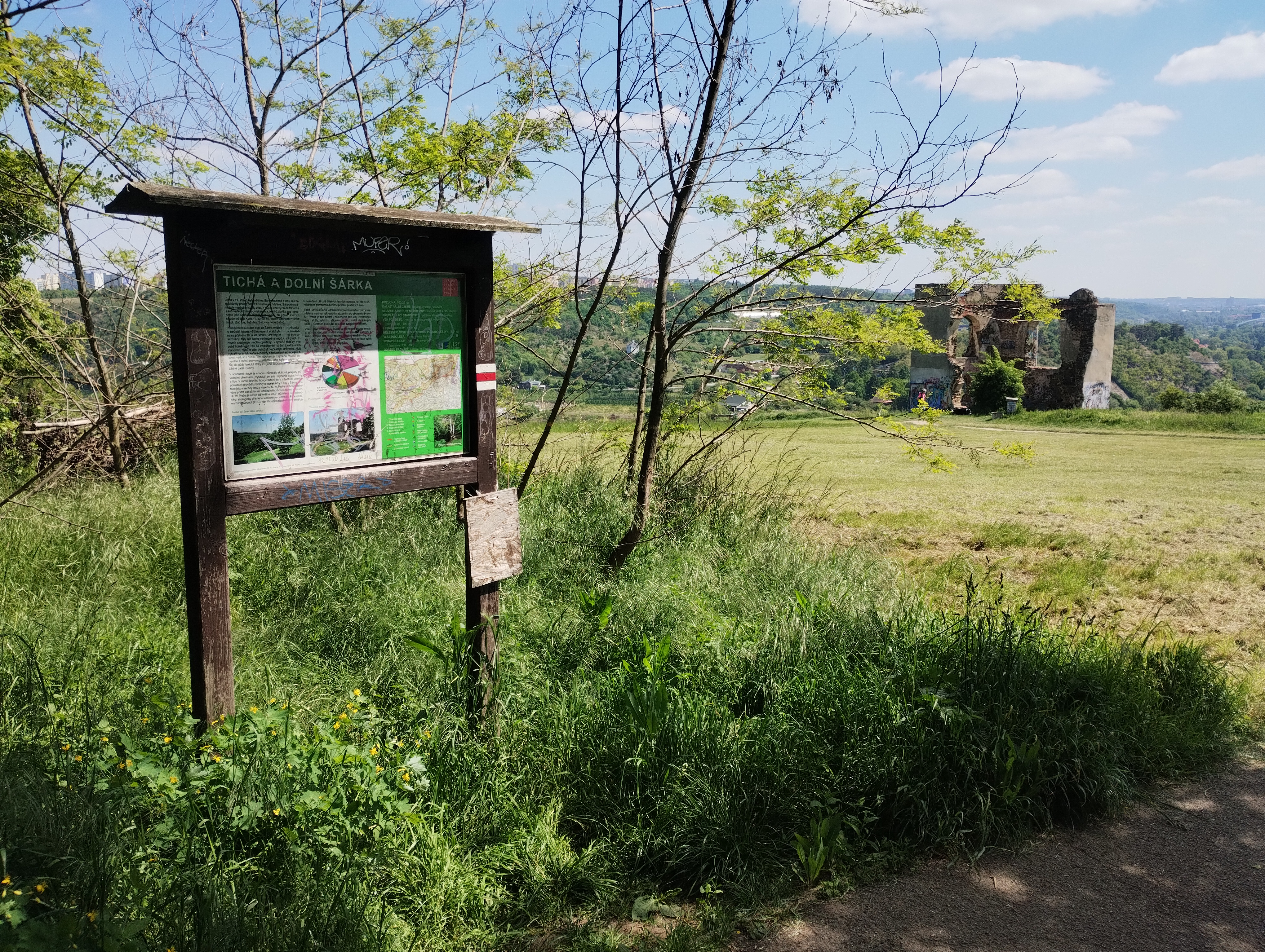
Červená turistická trasa ke zřícenině Baba

Skalnaté stráně, jimž ostroh na východě spadá k Vltavě, jsou chráněny jako přírodní památka Baba. Tomuto výběžku dominuje zřícenina Baba. Stráně ostrohu jsou součástí přírodního parku Šárka – Lysolaje, zastavěná plošina ostrohu do něj začleněna není.
Osou ostrohu je Matějská ulice. Na její jihovýchodní straně od ní stojí převážně funkcionalistická osada Baba, od roku 1993 chráněná jako městská památková zóna. Souběžně s Matějskou ulicí procházejí osadu ulice Na ostrohu, Na Babě a Nad Paťankou, příčně je propojují krátké uličky Průhledová a Jarní.
Oblast severozápadně od Matějské ulice a severní část ostrohu zaujímá novější nízká zástavba, označovaná jako sídliště Baba. Její západní část zahrnuje ulice Krohova, Starého, Nad lesíkem, K Matěji a Vidlicová, v severovýchodním výběžku ostrohu Baba pak zakončení ulic Matějská a Na ostrohu rozšiřují ulice Janákova a Fragnerova.

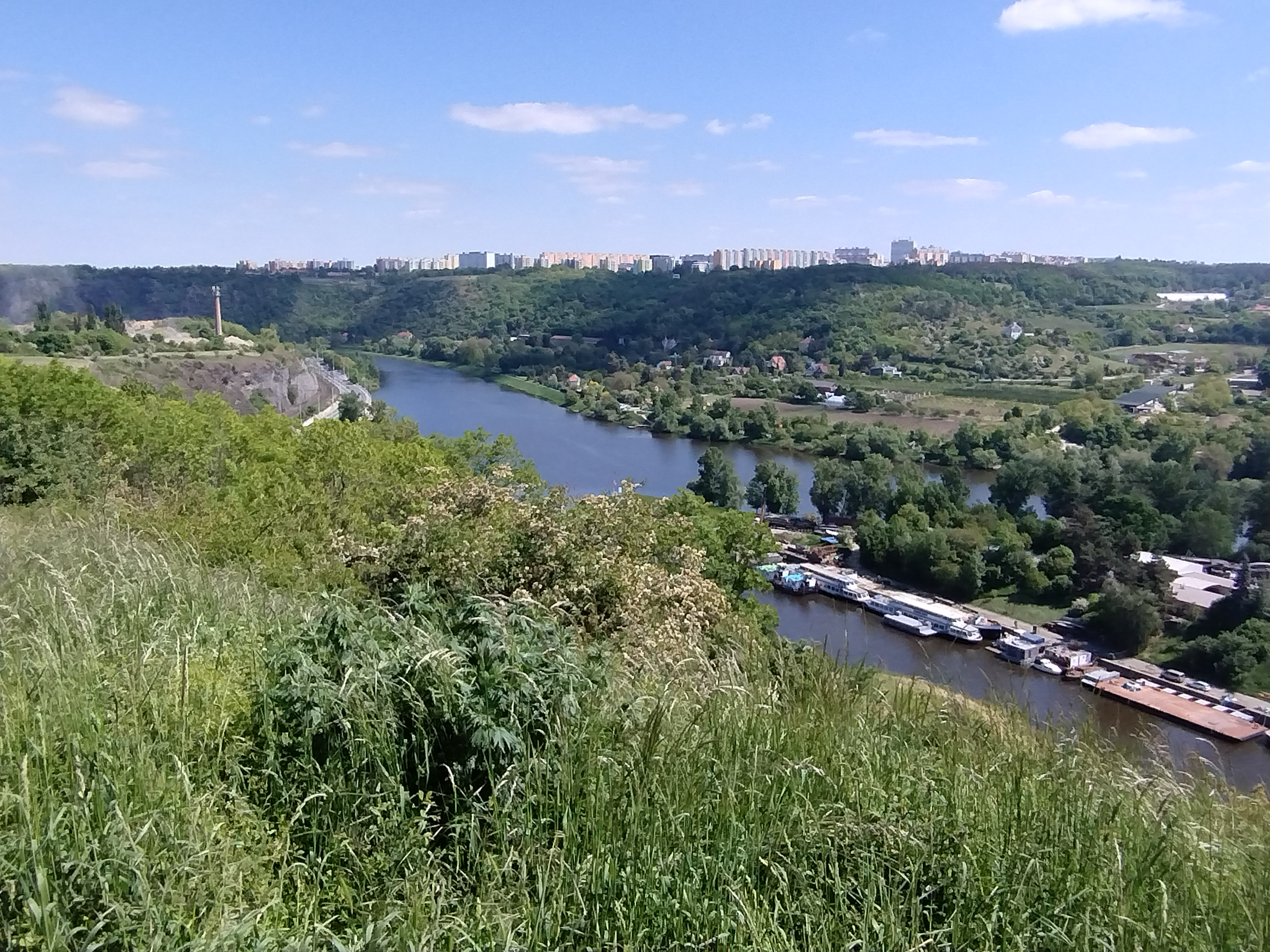
Výhled ze zříceniny Baba

Ostroh po obvodu obchází červeně značená pěší turistická trasa Klubu českých turistů č. 0043, která tvoří okruh kolem celé Šárky. Veřejná doprava zajíždí na autobusovou zastávku Sídliště Baba, odkud je zřícenina vzdálená cca 600 m. Od autobusové zastávky U Matěje je nejsevernější část ostrohu vzdálena asi kilometr, podobně daleko je to i k tramvajové a autobusové zastávce Nádraží Podbaba při úpatí kopce. Pod východním svahem vede železniční trať z Prahy do Kralup nad Vltavou, na které při ústí Šáreckého potoka stála do roku 1949 železniční zastávka Podbaba.